# Архиепархия Тегерана
Архиепархия Тегерана (лат. Archieparchia Teheranensis Chaldaeorum) — архиепархия Халдейской католической церкви с центром в городе Тегеран, Иран. В 2010 году насчитывала 2 тысячи халдео-католиков. Кафедральным собором архиепархии является церковь святого Иосифа в Тегеране.

## История
В 1853 году Святой Престол учредил архиепархию Сены, которой отошла часть территории архиепархии Киркука.
В 1946 году кафедра архиепархии была перенесена в Тегеран.
3 января 1966 года архиепархия передала часть территории для возведения новой архиепархии Ахваза.
16 марта 1971 года в соответствии с декретом Inde ab anno Конгрегации для Восточных Церквей архиепархия получила своё нынешнее название.

## Ординарии архиепархии
- архиепископ Жером-Симон Синджари (7.09.1853 — 1885);
- архиепископ Матье Поль Хаммина (30.09.1890 — 1893);
- архиепископ Жан Ниссан (15.09.1914 — 20.04.1937);
- архиепископ Авраам Элиас (6.09.1938 — 15.02.1940);
- архиепископ Иосиф Шейхо (22.05.1944 — 7.03.1970);
- архиепископ Юханнан Семаан Исайи (7.03.1970 — 7.02.1999);
- архиепископ Рамзи Гарму (7.02.1999 — 22.12.2018).

## Источник
- Annuario Pontificio, Libreria Editrice Vaticana, Città del Vaticano, 2003, ISBN 88-209-7422-3
- Декрет Inde ab anno Архивная копия от 3 марта 2013 на Wayback Machine  (лат.)